# Gimo
Gimo is een plaats in de gemeente Östhammar in het landschap Uppland en de provincie Uppsala län in Zweden. De plaats heeft 2702 inwoners (2005) en een oppervlakte van 308 hectare.

## Verkeer en vervoer
Bij de plaats lopen de Länsväg 288 en Länsväg 292.
De plaats heeft een goederenstation aan de Roslagsbanan.